# 무는친칠라생쥐
무는친칠라생쥐(Euneomys mordax)는 비단털쥐과에 속하는 남아메리카 설치류이다. 아르헨티나 중부와 인근 칠레 지역의 고지대 목초지에서 발견되며, 해발 1740~3000m에서 서식하는 것으로 추정된다.